# Wally Wood
Wallace Allan Wood, più noto come Wally Wood (Menahga, 17 giugno 1927 – Los Angeles, 2 novembre 1981), è stato un fumettista, disegnatore e editore statunitense, conosciuto per i suoi lavori in EC Comics e su Mad.

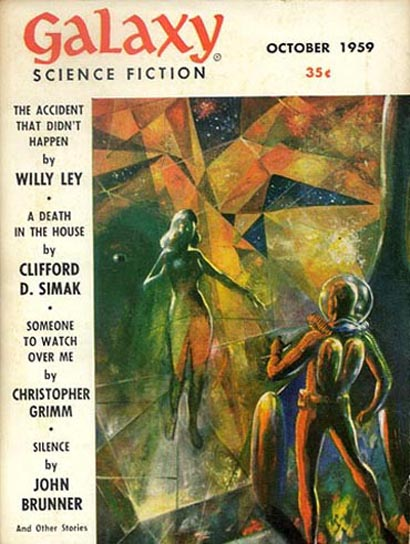

Sebbene la maggior parte dei suoi primi disegni professionali sia stata firmata Wallace Wood, divenne famoso con il nome di Wally Wood. All'interno del mondo dei fumetti, era noto anche come Woody, un appellativo che utilizzò talvolta per firmare i suoi lavori. Wood è stato sposato tre volte: il suo primo matrimonio fu con la disegnatrice Tatjana Wood, che successivamente divenne una colorista di fumetti.
In aggiunta alle centinaia di tavole di fumetti, Wood fece disegni per libri e riviste mentre lavorava anche in altri campi come pubblicità, packaging e illustrazioni di prodotti, cartoni animati comici; copertine di dischi, poster, strisce a fumetti e figurine, compresa una partecipazione sulla serie di figurine della Topps Mars Attacks.
Non va dimenticato l'apporto di Wood alla creazione dell'universo Marvel nei primi anni sessanta assieme a Jack Kirby; a lui si deve in particolare la definizione grafica definitiva del personaggio Daredevil.
È assai significativo il fatto che uno dei suoi ultimi lavori prima del suicidio sia stato proprio l'inchiostratura della copertina di Daredevil n.164 del maggio 1980, lavoro commissionatogli da Frank Miller per rendere omaggio alla sua caratterizzazione del diavolo rosso.
L'editore della EC William Gaines una volta ha dichiarato, «Wally può essere stato il nostro artista più problematico... Non sto facendo nessun collegamento, ma potrebbe essere stato anche il più bravo».